# Daihatsu Terios
De Daihatsu Terios is een mini SUV geproduceerd door de Japanse autofabrikant Daihatsu. De auto werd geïntroduceerd in 1997. Het eerste model had een motor uit de Daihatsu Charade en beschikte over permanente vierwielaandrijving.

## Eerste generatie
De eerste generatie van de Terios kreeg in 2000 een kleine facelift bestaande uit een nieuwe gril en er werden opties als elektrische ramen en centrale vergrendeling toegevoegd.
Vanwege de populariteit in Australië was er in beperkte oplage een sportversie beschikbaar in 2000. Deze versie beschikte over gespoten bumpers, een spoiler, een zonnedak en sportstoelen. Van deze uitvoering waren slechts tweehonderd stuks beschikbaar.

## Tweede generatie
In 2006 werd de tweede generatie van de Terios onthuld. In Japan werd de auto voortaan verkocht als de Toyota Rush en ook als Daihatsu Be-go. Voor de Nederlandse markt is er keuze uit constante vierwielaandrijving of tweewielaandrijving. In Japan is er vanaf de zomer van 2007 ook een dieseluitvoering beschikbaar. Het is nog niet bekend of deze ook naar Europa zal komen.